# كيلي روان
كيلي روان هي عارضة وممثلة كندية، ولدت في 26 أكتوبر 1965 بأوتاوا في كندا.

## أعمال

### أفلام
- (1991) هوك الانتقام من الكابتن هوك[3][4][5]
- (1995) القتلة[6]
- (1995)  وداعا للحم
- (1997) 187[7][8]

### مسلسلات
- ذا أو سي
- التحقيق في موقع الجريمة
- ميامي
- كاسل

## وصلات خارجية
- كيلي روان على موقع IMDb (الإنجليزية)
- كيلي روان على موقع ألو سيني (الفرنسية)
- كيلي روان على موقع أول موفي (الإنجليزية)
- كيلي روان على موقع قاعدة بيانات الأفلام السويدية (السويدية)
- كيلي روان على موقع إن إن دي بي (الإنجليزية)
- كيلي روان على موقع قاعدة بيانات الفيلم (الإنجليزية)
- كيلي روان على موقع كينوبويسك (الروسية)